# Sury-aux-Bois
Sury-aux-Bois là một xã trong tỉnh Loiret, vùng Centre-Val de Loire bắc trung bộ nước Pháp.